# Rønnebær
Rønnebær er frugterne af Almindelig Røn (Sorbus aucuparia) – 
Tidligere blev rønnebær brugt som urindrivende middel, imod nyresten og imod skørbug. 

## Rønnebær i mad og drikke
Rønnebær indgår som en vigtig ingrediens i Gammel Dansk. Bærrene kan også bruges til at give smag til øl eller spiritus. Rønnebær bruges imod forkølelsessår og herpes, især drikken.
Smagen er bitter, og rønnebær egner sig bedst til syltning. Rønnebær kan laves til gelé, som er god som tilbehør til vildt. 
Frysning af rønnebær har den fordel, at det reducerer den sure og bitre smag, som ubehandlede rønnebær har. Til gengæld falder indholdet af pektin efter frysning, hvilket gør dem mindre egnede til gelé og marmelade.
Rønnebærrene indeholder et skadeligt bitter-stof, parasorbinsyre (en o-lacton af 5-hydroxy-2-hexensyre), som i værste fald kan give nyreskader ved indtagelse. Derfor bør man enten varmebehandle eller fryse bærrene før anvendelse. Begge dele fjerner risikoen for forgiftning.